# Habilitación de clase y tipo
La habilitación de clase es la autorización que un piloto debe obtener para poder volar una clase genérica de aeronave permitiendo volar múltiples modelos de avión con la misma habilitación, mientras que la habilitación de tipo es la autorización que un piloto debe obtener para poder volar un modelo específico. 

## Estados pertenecientes a lasJoint Aviation Authorities
El titular de una licencia de piloto no actuará en ninguna circunstancia como piloto de un avión, excepto como piloto realizando una prueba de pericia o recibiendo instrucción de vuelo, a no ser que esté en posesión de una habilitación de clase o tipo válida y apropiada. Cuando la habilitación de clase o tipo sea emitida limitando las atribuciones para actuar solo como copiloto, o cualquier otra condición acordada con las JAA, estas limitaciones deben ser anotadas en la habilitación.
Los cursos de entrenamiento para la obtención de la habilitación se desarrollarán por una FTO (Flight Training Organization en inglés) o una TRTO (Type Rating Training Organization en inglés). Los cursos de entrenamiento también podrán ser desarrollados en un centro o centro subcontratado provisto por un operador o un fabricante o, en circunstancias especiales, por un instructor autorizado individualmente.

## Atribuciones
Las atribuciones del titular de una habilitación de tipo o clase son actuar como piloto en aviones del tipo o clase especificado en la habilitación.

## Habilitación de clase
Según se define en la normal JAR-FCL, SUBPARTE F - HABILITACIONES DE CLASE Y TIPO, a cumplir por los miembros de las JAA, las habilitaciones de clase están establecidas para aviones de un solo piloto que no requieran habilitación de tipo. Hay las siguientes divisiones:
1. Aviones terrestres monomotores de pistón;
2. Hidroaviones monomotores de pistón;
3. Motoveleros de travesía (TMG);
4. Avión monomotor turbo-propulsado terrestre;
5. Hidroavión monomotor turbo-propulsado;
6. Aviones terrestres multimotores de pistón; y
7. Hidroaviones multimotores de pistón.

### Requisitos
- El aspirante a una habilitación de clase para un avión multimotor certificado para un solo piloto deberá haber completado, al menos, 70 horas de vuelo como piloto al mando en aviones.

## Habilitación de tipo
Se establecen habilitaciones de tipo de aviones para:
1. Cada tipo de avión certificado para más de un piloto.
2. Cada tipo de avión certificado para un solo piloto, multimotor, equipado con motores turbohélice o turborreactor.
3. Cada tipo de avión certificado para un solo piloto, monomotor, equipado con motores turborreactor.
4. Cualquier otro tipo de avión para el que se considere necesario.

### Requisitos
- El aspirante a una habilitación de tipo para un avión multimotor certificado para un solo piloto deberá haber completado, al menos, 70 horas de vuelo como piloto al mando en aviones.

- El aspirante a la emisión de la primera habilitación de tipo para un avión certificado para más de un piloto tendrá::

1. al menos, 100 horas de vuelo como piloto al mando de aviones;
2. una habilitación válida de vuelo instrumental en aviones multimotores;
3. ser titular de un certificado de haber superado un MCC. Si el curso MCC es añadido al curso de habilitación de tipo (ver JAR-FCL 1.261 y 1.262), este requisito no será aplicable.
4. cumplir los requisitos del JAR-FCL 1.285.

## Prueba de pericia
- Prueba de pericia para aviones para un solo piloto.

Un aspirante a una habilitación de clase o tipo para aviones de un solo piloto deberá demostrar la pericia necesaria para la operación segura del tipo o clase de avión de que se trate, tal como se establece en los apéndices 1 y 3 al JAR-FCL 1.240.
- Prueba de pericia para aviones multipiloto.

Un aspirante a una habilitación de tipo para aviones multipiloto demostrará la pericia necesaria para la operación segura del tipo de avión de que se trate en un ambiente de tripulación múltiple como piloto al mando o copiloto, como sea aplicable, tal como se establece en los apéndices 1 y 2 al JAR-FCL 1.240.